# Dieter Weichert
Dieter Weichert (* 5. März 1948 in Hirschberg) ist ein deutscher Maschinenbauingenieur und Professor an der RWTH Aachen. Er war bis zum Sommer 2013 der Leiter des Instituts für Allgemeine Mechanik (IAM) und seit 1995 spezialisiert auf Festkörpermechanik und Polymerrheologie. 